# ألبرتو فونتانا (لاعب كرة قدم، مواليد 1967)
ألبرتو فونتانا (بالإيطالية: Alberto Fontana) (23 يناير 1967 تشيزينا إيطاليا - ) هو لاعب كرة قدم إيطالي يلعب كحارس مرمى.

## وصلات خارجية
ألبرتو فونتانا على موقع قاعدة بيانات كرة القدم.إي يو (الإنجليزية)
- ألبرتو فونتانا على موقع Soccerway.com (الإنجليزية)
- ألبرتو فونتانا على موقع عالم كرة القدم.نت (الإنجليزية)